# 班諜巴
班諜巴尊者(梵文：Bhandepa)：印度大乘密宗人士，八十四成就者之一。
班諜巴的意思為「財神中尊貴者」。他來自舍衛城(Sravasti)，是位畫聖像的畫師。有一天，當班諜巴住於空中時，看見一位示現僧相散發光芒的阿羅漢尊者經過空中，班諜巴對所見感到驚奇，便問巧妙天(Vishvakarman)那人是誰?巧妙天回應是清淨染污的阿羅漢，班諜巴便向卡斯納卡利求法，卡斯納卡利傳授他密集金剛灌頂，始之進入壇城，並授以四無量法教。於是班諜巴證得大手印，弘法四百年後，與四百弟子進入空行淨土。